# Raúl Allegre
Raúl Enrique Allegre Rodríguez (nacido el 15 de junio de 1959 en Torreón, Coahuila, México) es un exjugador mexicano de fútbol americano de la NFL durante las décadas de 1980 y 1990. Es considerado uno de los deportistas más influyentes de la historia de México

## Primeros años
Allegre empezó a jugar al fútbol americano en 1977, mientras asistía a la Shelton High School (SHS), en Shelton, Washington. A pesar de que era un jugador de fútbol y que nunca había jugado al fútbol americano el entrenador Jack Stark de SHS lo vio y le pidió que intentara patear balones de fútbol americano como kicker un día antes de que comenzara la temporada. Allegre tenía una gran distancia. El entrenador Stark le preguntó si podía patear el balón pero por encima del travesaño y Allegre lo logró. Allegre anotó todos los puntos extra y goles de campo. Rompió todas las marcas de los pateadores de SHS esa temporada y sus kickoffs quedaron fuera de la zona de anotación evitando devoluciones de sus patadas. Debido a que el equipo de SHS no tenía mucha exposición, el entrenador Stark filmó a Raúl pateando de larga distancia después de la temporada y envió la cinta a la Universidad de Montana, pero asistió a la Texas Longhorns, donde obtuvo una licenciatura en ingeniería civil.

## Baltimore / Indianápolis Colts (1983 - 85)
En 1983 Allegre fue firmado como agente libre por los Dallas Cowboys, pero fue traspasado el mismo año a Baltimore a cambio de una novena ronda del draft. Al final de la temporada de 1985, Allegre fue seleccionado para el Pro Bowl, pero fue cortado por los Colts en 1985.

## New York Giants (1986 - 91)
Después, en la temporada de 1986, firmó con los New York Giants, dirigidos entonces por Bill Parcels, ayudando a ganar dos Super Bowls: el Super Bowl XXI ante los Denver Broncos y el Super Bowl XXV contra los Buffalo Bills, con lo que se convirtió en el segundo mexicano en ganar el máximo trofeo de la NFL, después de que lo lograra el jalisciense Efrén Herrera con los Vaqueros de Dallas, en la temporada de 1977.

## New York Jets (1991)
Estuvo con los Giants hasta mediados de temporada en 1991, cuando fue despedido; pero fue contratado por los New York Jets para terminar la temporada. En el último juego de la temporada regular de visita contra Miami, Allegre empató el partido en los momentos finales del tiempo regular y ganó el juego en tiempo extra por 20 - 23 y un lugar en los playoffs para los Jets. Perdió el puesto en contra de Jason Staurovsky en los campamentos de entrenamiento de 1992 y decidió retirarse, en parte debido a una lesión en la espalda.
Durante sus nueve temporadas en la NFL Allegre hizo 137 goles de campo en 186 intentos, anotó 183 puntos extra para un total de 594 puntos en temporada regular, más 30 puntos en postemporada; su gol de campo más largo fue de 55 yardas en su año de novato. Allegre nunca tuvo una patada bloqueada.

## Actualidad
En la actualidad trabaja como analista y comentarista de los partidos de futbol americano en la cadena estadounidense ESPN en su versión en español.